# Dopo Oliver
Dopo Oliver (Good Grief) è un film del 2023 scritto, diretto e interpretato da Dan Levy, al suo esordio alla regia.

## Trama
Dopo la morte del marito Oliver e della madre, Marc decide di fare un viaggio a Parigi insieme ai migliori amici Sophie e Thomas.

## Produzione
Nel settembre 2021 Dan Levy ha annunciato che avrebbe scritto e diretto una commedia romantica per Netflix. Nell'ottobre 2022 Ruth Negga, Luke Evans e Himesh Patel si sono uniti al cast e il mese successivo le riprese sono iniziate a Londra.

## Promozione
Il primo trailer del film è stato pubblicato il 6 dicembre 2023.

## Distribuzione
Il film è stato distribuito nelle sale cinematografiche statunitensi in distribuzione limitata dal 29 dicembre 2023, per poi essere reso disponibile sulla piattaforma Netflix dal 5 gennaio 2024.